# Jules Blanchard
Jules Blanchard fue un escultor francés, nacido el 25 de mayo de 1832 en Puiseaux y fallecido el 2 de mayo de 1916 en París

## Datos biográficos

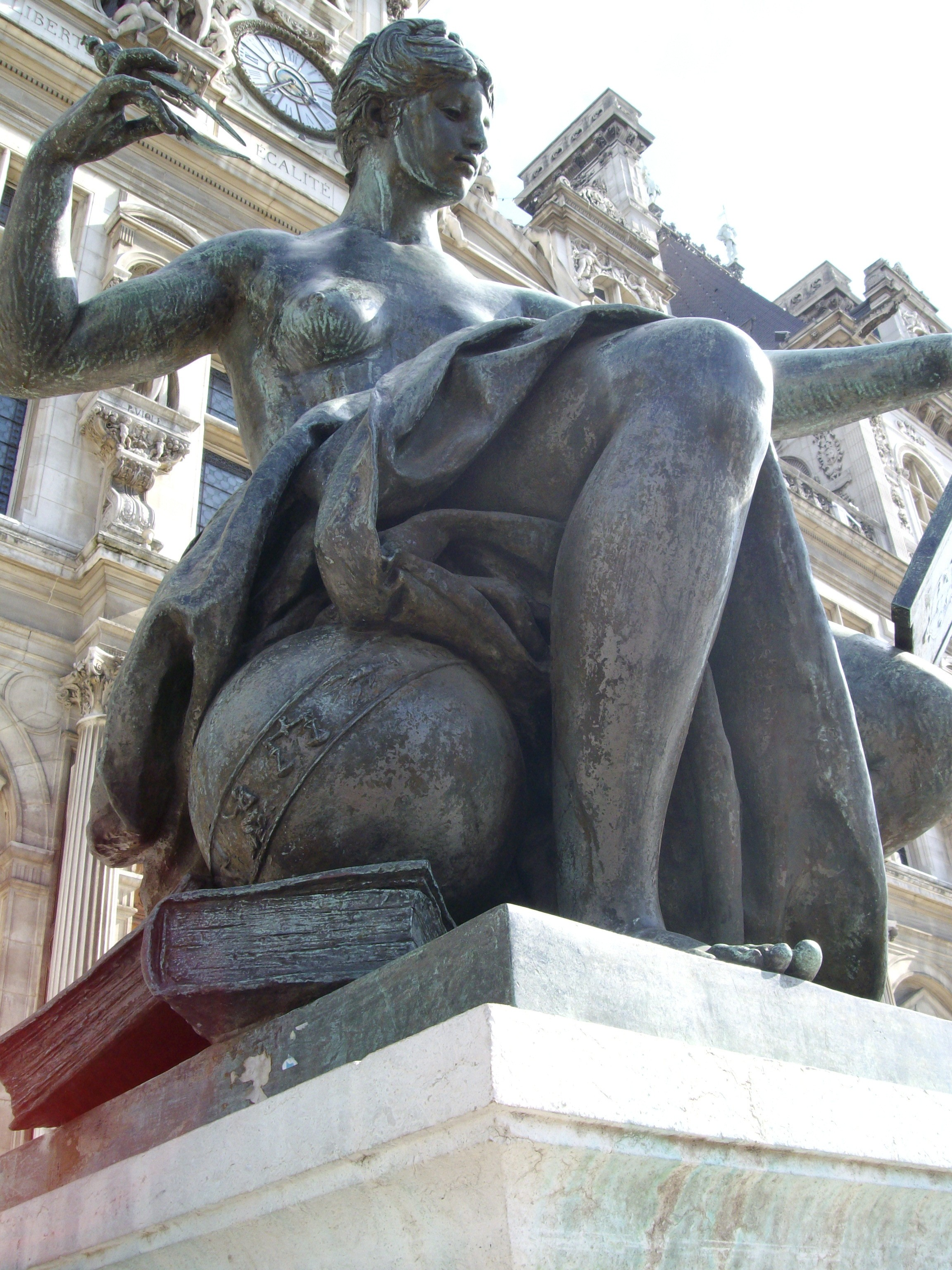
La Ciencia, 1882; frente al Ayuntamiento de París

Era familiar, yerno, del escultor Denis Foyatier, y fue alumno de François Jouffroy. Fue en particular responsable de la restauración de la fontaine du Palmier, en la Place du Châtelet de París.

## Obras
Entre las mejores y más conocidas obras de Jules Blanchard se incluyen las siguientes:
Obras
- La Bocca della verità (Boca de la Verdad) (1871), estatua, de mármol, París, Jardín de Luxemburgo
- Andromeda (Salón de 1892) , estatua, París, Jardín de Luxemburgo
- La ciencia - La Science (encargo de 1882), estatua de bronce, París, explanada del Ayuntamiento
- Boccador , París, explanada del Ayuntamiento
- Cuatro cariátides, París, en la Cámara del Consejo del Ayuntamiento
- Un joven acróbata - Un jeune équilibriste (Salón de 1866), yeso
- Chica joven hablando con la Esfinge - Jeune Fille parlant au Sphinx , alcaldía de Puiseaux
- Busto de Charles Gauthier, en el Cementerio de Montparnasse
- Une découverte, (Salón de 1883)[1] Conservada en el Museo de Bellas Artes de Burdeos

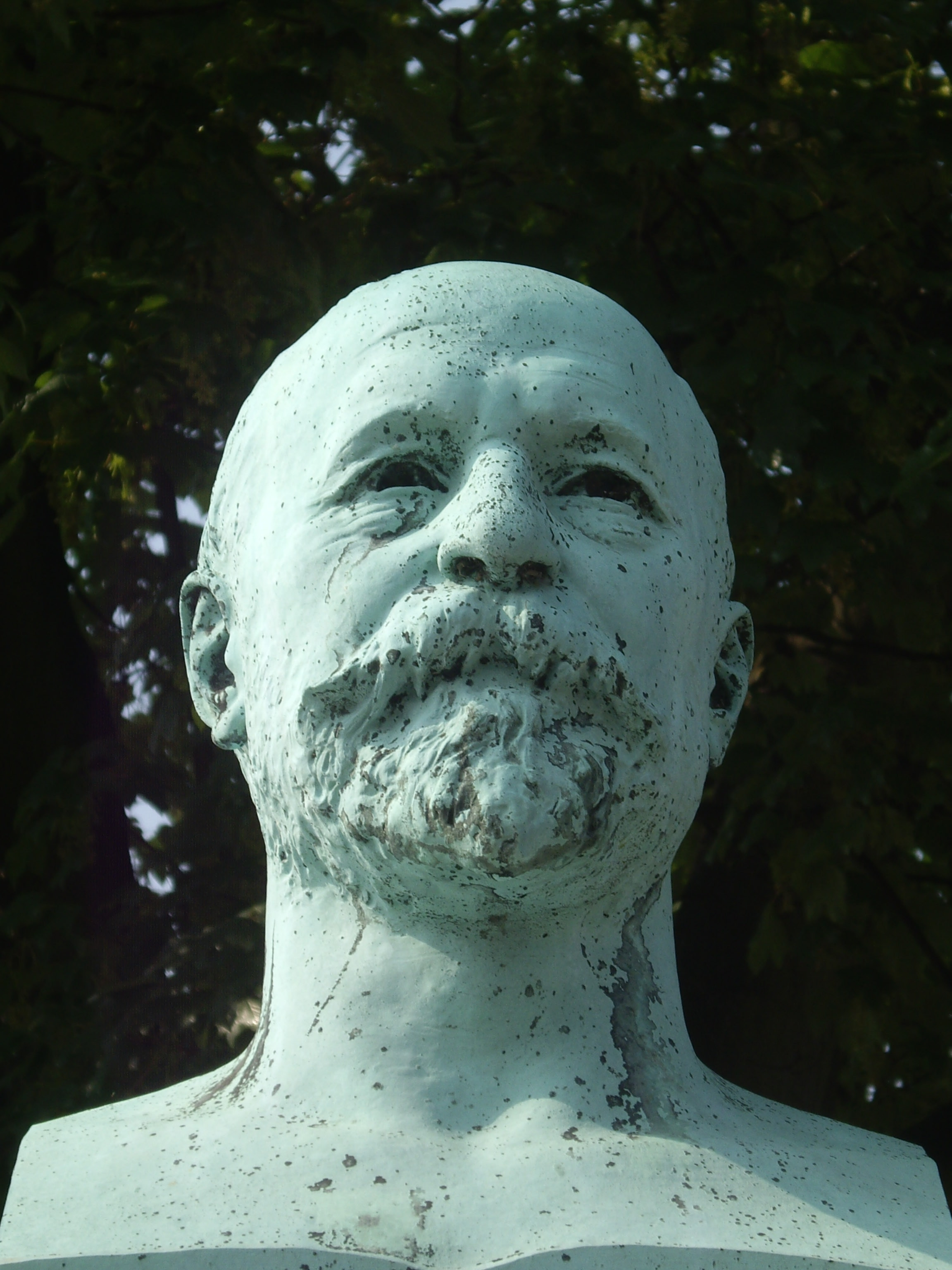
Busto de Charles Gauthier

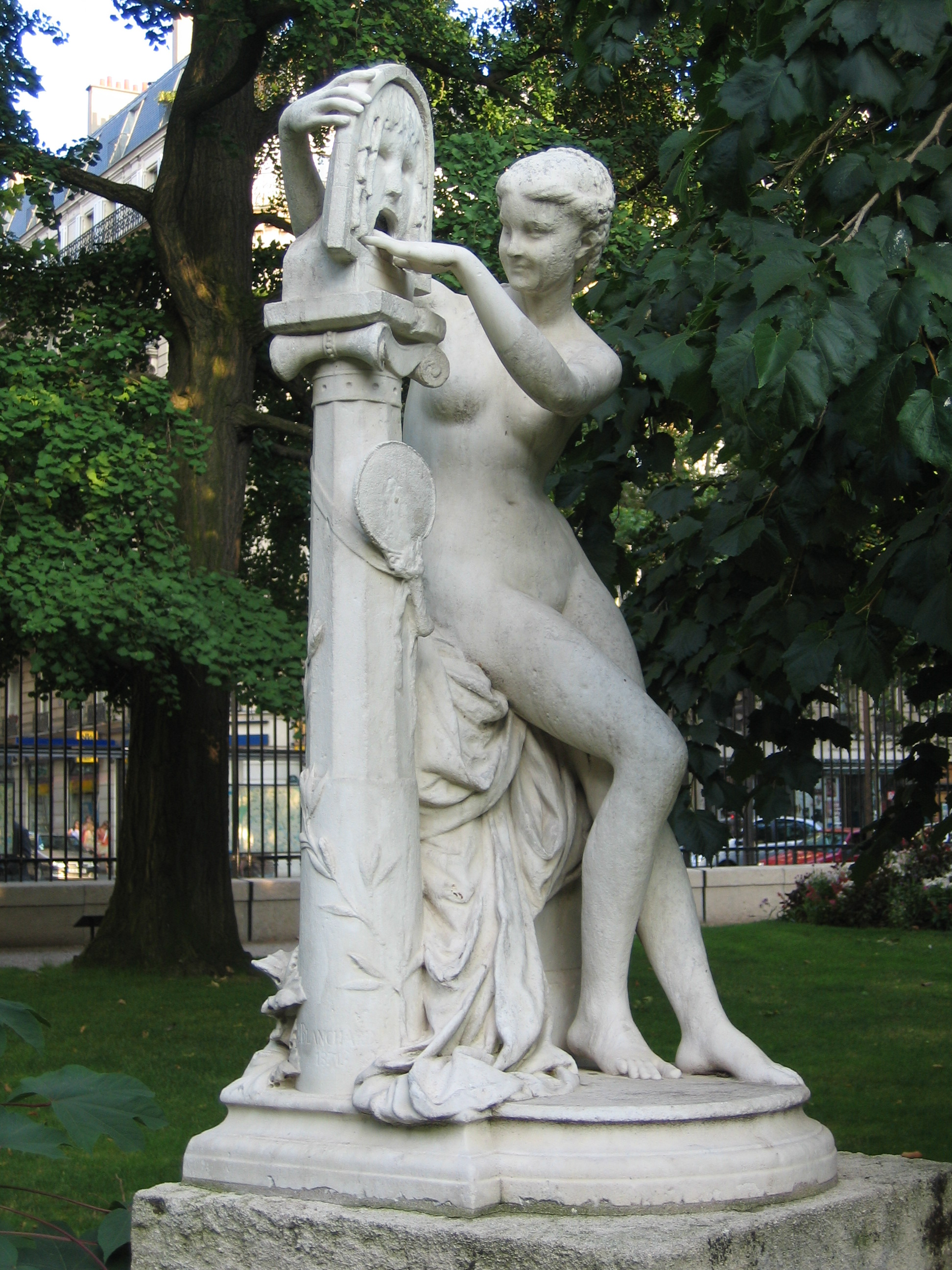
La Bocca della verità ,1871
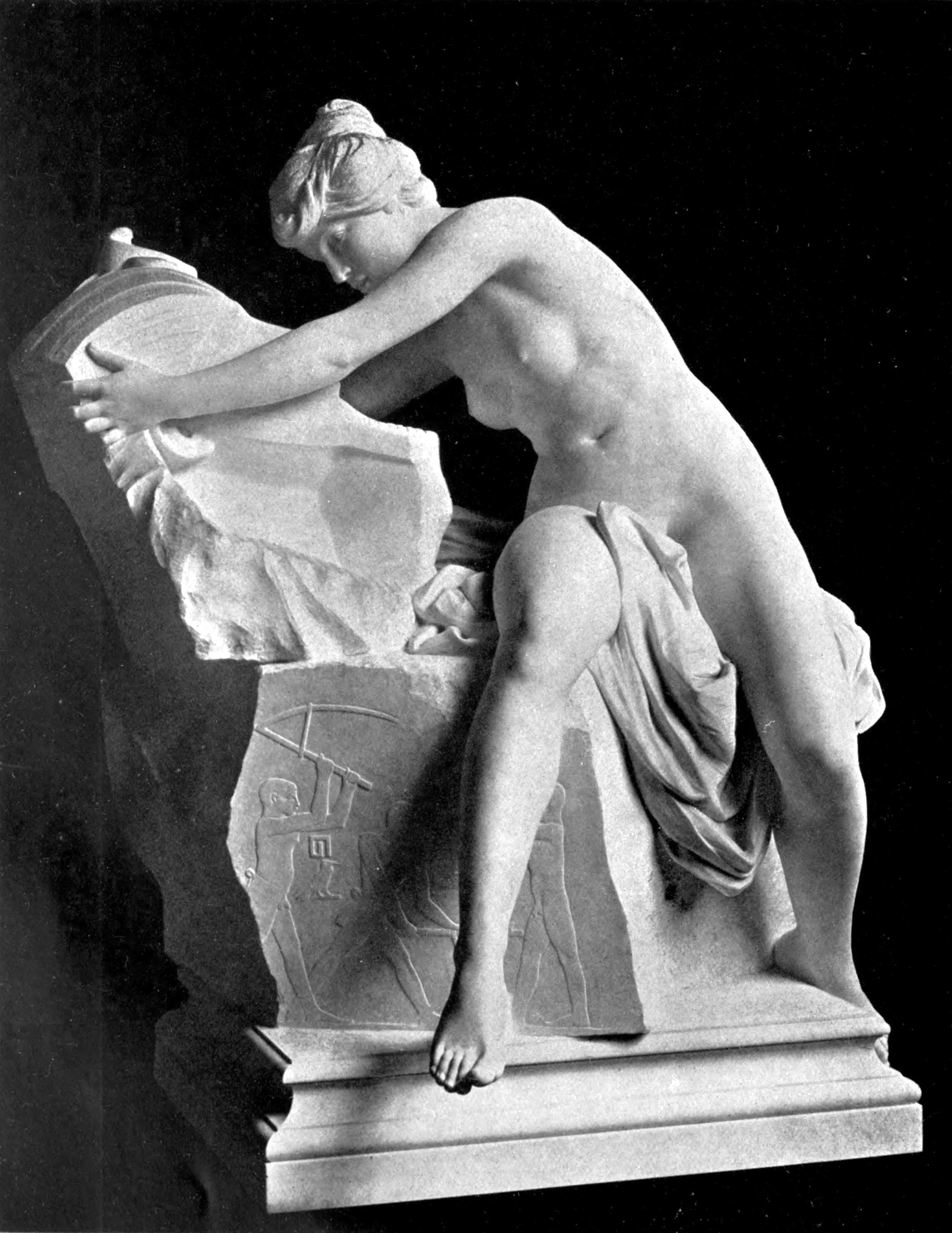
Chica joven hablando con la Esfinge, Puiseaux
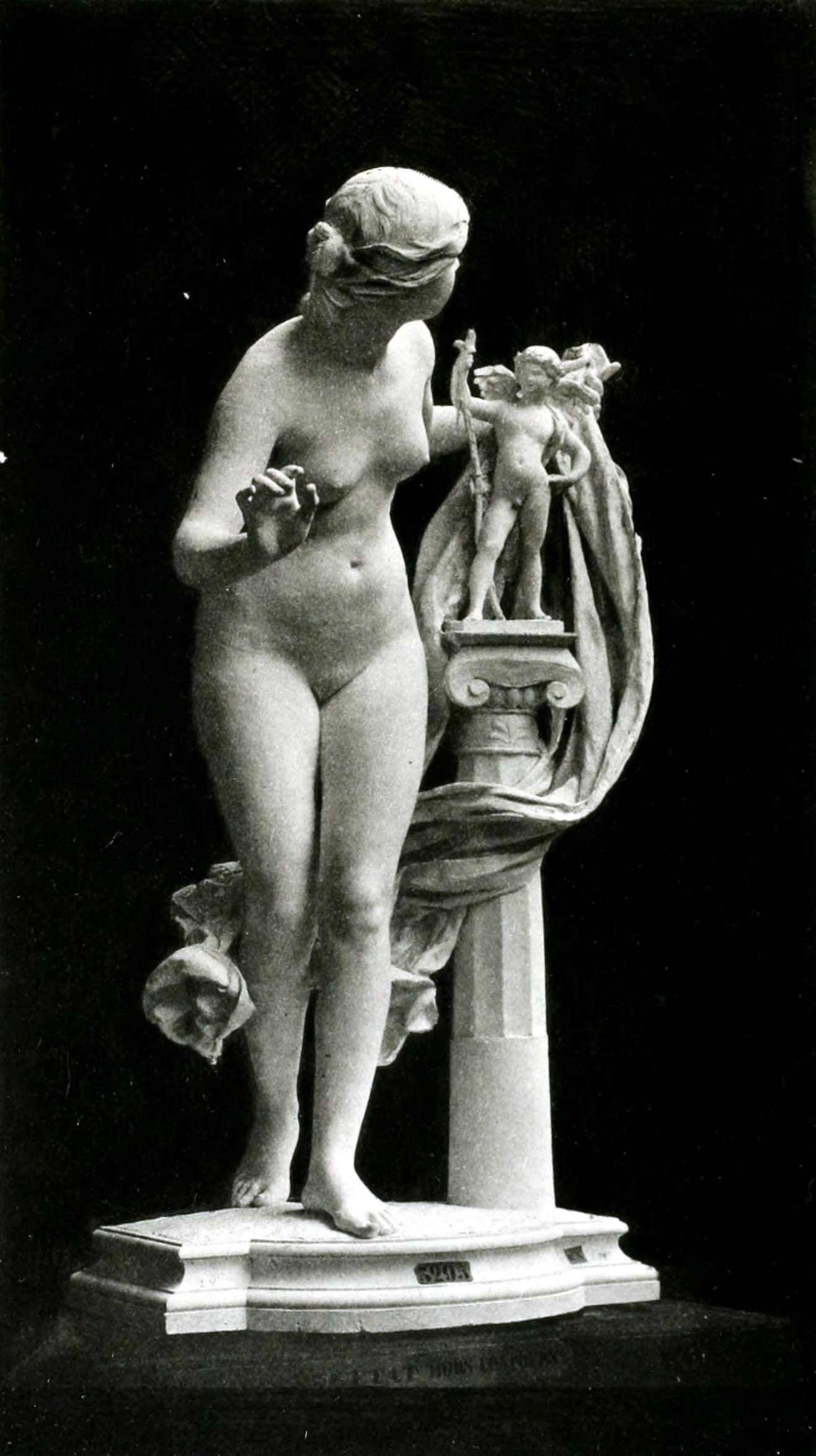
Une découverte, 1883